# 1/4 + 1/16 + 1/64 + 1/256 + ⋯
У математици, бесконачан низ 1/4 + 1/16 + 1/64 + 1/256 + · · · је пример једног од првог бесконачног низа који се сумирао у историји математике; коришћен је од стране Архимеда 250-200. п. н. е. Како је геометријски низ са првим изразом 1/4 и количником 1/4, његов збир је
{\displaystyle {\frac {\frac {1}{4}}{1-{\frac {1}{4}}}}={\frac {1}{3}}.}

## Визуелне демонстрације
Ред 1/4 + 1/16 + 1/64 + 1/256 + · · · даје се у неким посебно једноставним визуелним демонстрацијама јер се квадрат и троугао могу поделити на четири слична дела, од којих сваки садржи 1/4 подручја оригинала.
На слици лево, ако се узима да велики квадрат има површину 1, онда највећи црни квадрат има површину (1/2) (1/2) = 1/4. Исто тако, други по величини црни квадрат има површину 1/16, а трећи по величини црни квадрат има површину 1/64. Подручје обухваћени црним квадратима заједно је стога 1/4 + 1/16 + 1/64 + · · ·, и то је такође област коју заузимају сиви квадрати и бели квадрати. Како ове три области покривају јединични квадрат, цифра показује да је
{\displaystyle 3\left({\frac {1}{4}}+{\frac {1}{4^{2}}}+{\frac {1}{4^{3}}}+{\frac {1}{4^{4}}}+\cdots \right)=1.}
Архимедова илустрација, приложена на врху, била је мало другачија, ближе једначини
{\displaystyle {\frac {3}{4}}+{\frac {3}{4^{2}}}+{\frac {3}{4^{3}}}+{\frac {3}{4^{4}}}+\cdots =1.}
Погледајте испод за детаље о Архимедовим тумачењима.
Иста геометријска стратегија такође ради за троуглове, као на слици на десној страни: ако велики троугао има површину 1, онда највећи црни троугао има површину 1/4, и тако даље. Фигура као целина има самосличност између великог троугла и горњег под-троугла. Сродна конструкција израде фигуре сличне свим трима на његовим угловима производи троугао Сјерпињског.

## Архимедов доказ
Архимед наилази на низ у свом раду Квадратура параболе. Он је проналашао подручје унутар параболе методом исцрпљености, и добио низ троуглова; свака фаза изградње додаје површину 1/4 пута на подручје претходне фазе. Његов жељени резултат на тој укупној области је 4/3 подручја прве фази. Да би стигао тамо, он узима паузу од параболе да уведе алгебарски леме:
Предлог 23. Дат је низ области А, Б, C, D, ..., З, од чега је А највећи, и сваки је једнак четири пута следећем у реду, затим
{\displaystyle A+B+C+D+\cdots +Z+{\frac {1}{3}}Z={\frac {4}{3}}A.}
Архимед доказује предлог првим обрачунавањем
{\displaystyle {\begin{array}{rcl}\displaystyle B+C+\cdots +Z+{\frac {B}{3}}+{\frac {C}{3}}+\cdots +{\frac {Z}{3}}&=&\displaystyle {\frac {4B}{3}}+{\frac {4C}{3}}+\cdots +{\frac {4Z}{3}}\\[1em]&=&\displaystyle {\frac {1}{3}}(A+B+\cdots +Y).\end{array}}}
С друге стране,
{\displaystyle {\frac {B}{3}}+{\frac {C}{3}}+\cdots +{\frac {Y}{3}}={\frac {1}{3}}(B+C+\cdots +Y).}
Одузимањем ове једначине од претходне једначине даје
{\displaystyle B+C+\cdots +Z+{\frac {Z}{3}}={\frac {1}{3}}A}

и додајући А обема странама даје жељени резултат.
Данас, више стандардна формулација у Архимедовог предлога је да су делимичне суме низа 1 + 1/4 + 1/16 + · · · :
{\displaystyle 1+{\frac {1}{4}}+{\frac {1}{4^{2}}}+\cdots +{\frac {1}{4^{n}}}={\frac {1-\left({\frac {1}{4}}\right)^{n+1}}{1-{\frac {1}{4}}}}.}
Овај облик се може доказати множењем обе стране 1 - 1/4 и посматрањем да сви, али први и последњи изрази на левој страни једначине отказују у паровима. Иста стратегија ради за било који коначни геометријски низ.

## Граница
Архимедов Предлог 24 примењује коначну (али неодређену) суму у Предлогу 23 на подручју унутар параболе са дуплим свођењем на апсурд. Он баш не узима границу наведених парцијалних сума, али у модерној математици овај корак је довољно лак:
{\displaystyle \lim _{n\to \infty }{\frac {1-\left({\frac {1}{4}}\right)^{n+1}}{1-{\frac {1}{4}}}}={\frac {1}{1-{\frac {1}{4}}}}={\frac {4}{3}}.}
Пошто се збир бескрајног низа дефинише као граница његових парцијалних сума,
{\displaystyle 1+{\frac {1}{4}}+{\frac {1}{4^{2}}}+{\frac {1}{4^{3}}}+\cdots ={\frac {4}{3}}.}